# 中谷隼男
中谷 隼男（なかたに はやお、明治35年（1902年）1月 - 没年不明）は日本の医師。田園調布中央病院分院長。医学博士。日本外科学会。胸部外科学会評議員。
鳥取県八頭郡佐治村高山（現鳥取市佐治町）出身。農業・中谷龜治の二男。